# Galloisiana sinensis
Galloisiana sinensis är en insektsart som beskrevs av Wang 1987. Galloisiana sinensis ingår i släktet Galloisiana och familjen Grylloblattidae. Inga underarter finns listade i Catalogue of Life.